# Мустафа Шекиб-бей
Мустафа Шекиб-бей (тур. Mustafa Șekip Bey) ― османский дипломат. Посланник Османской империи в Соединённых Штатах Америки.
Мустафа Шекиб-бей был назначен министром-резидентом в Соединённых Штатах в 1900 году, заменив на этом посту Али Феррух-бея. Назначение было официально назначено 20 августа того года, однако Шекиб прибыл на место назначение лишь в сентябре 1901 года. Во время отсутствия Шекиба Ферру-бей служил временным поверенным в делах. Известно, что у Шекиб-бея было два сына и жена, которая, впрочем, умерла до того, как начал свою дипломатическую работу в США.
Султан Абдул Хамид II чрезвычайно критически относился к инициативам по оказанию помощи армянам со стороны американцев. По этим соображением султан решил не выдавать Мустафе Шекибу верительные грамоты и не повышать статус дипломатической миссии до статуса посольства. По этой причине Шекиб не смог представить свои верительные грамоты президенту, как этого требует обычная процедура представления посла главе государства. Шекиб спал днём, поэтому дело с американскими чиновниками в основном имели сотрудники его дипмиссии. Британский специалист в области международных отношений Синан Кунеральп писал по этому поводу, что «это многое облегчало». Мадам Бей, жена секретаря Шекиба, Сидки-бея, заявила, что тот факт, что он не представил принимающей стороне никаких документов, является «беспрецедентным случаем в истории дипломатической службы».
Мадам Бей также сказала, что, по словам Джина Панталоне, автора книги Madame Bey, Шекиб был «своеобразным и суеверным» человеком. Она писала, что секретарь Шекиба Съйелал Муниф-бей жил в доме Сидки-бея и в доме в Нью-Йорке, а не в посольстве «из-за своеобразного, но естественного расположения Шекиб-бея» Сам Панталон назвал Шекиба «загадочным» человеком.